# Radijalna brzina
Radijalna brzina (znak vr), brzina gibanja materijalne točke ili tijela duž pravca koji povezuje promatrača i promatrani objekt. Pozitivna je predznaka kad se materijalna točka ili tijelo udaljavaju od promatrača. Negativna je predznaka kad se približavaju. Mjeri ju se Dopplerovim efektom. Kod zvijezda radijalna brzina kreće se uglavnom u intervalu od –40 i 40 km/s. Određuje ju se glede položaja Sunca tako da gibanje Zemlje oko Sunca ne utječe na njezinu vrijednost. Ekstrasolarni planeti uspješno su otkriveni mjerenjem promjena vrijednosti radijalne brzine zvijezda pod utjecajem planeta. Kod galaktika radijalne brzine su veće nego kod zvijezda.